# Pawłów (województwo śląskie)
Pawłów (niem. Pawlau) – wieś w Polsce położona w województwie śląskim, w powiecie raciborskim, w gminie Pietrowice Wielkie.
W latach 1957–1975 miejscowość należała do województwa opolskiego, natomiast W latach 1975–1998 miejscowość położona była w województwie katowickim.

## Historia

### Najważniejsze daty
- 1350 – książę raciborsko-opawski Mikołaj ofiarował wioskę kapelanowi Gerlachowi. Kolejno właścicielami wsi byli: kolegiata raciborska, rodzina Brawańskich z Żyznej, Kotulińscy i Laryszowie,
- 1796 – wieś Pawłów i należące do niej dwa folwarki przeszły na własność szlachcica Saka z Ciężkowic,
- 1807 – wieś Pawłów nabył szlachcic Fragstein za cenę 35 000 talarów,
- 1820 – Pawłów przeszedł na własność hrabiego Strachwicza,
- 1839 – wioskę przejął baron Bissing
- Pod koniec XIX wieku Pawłów i folwark znajdowały się w rękach Klappera
- 1936 – ze względu na słowiańskie pochodzenie niemieckiej nazwy Pawlau administracja nazistowska przemianowuje miejscowość na Paulsgrund[5]
- 1945 – wieś zostaje włączona do Polski, do nowo powstałego województwa śląskiego,
- 1946 – urzędowe zatwierdzenie obecnej nazwy[6].

## Edukacja
Na terenie wsi znajduje się Zespół Szkolno-Przedszkolny, do którego uczęszczają także dzieci z okolicznych wiosek: Makowa oraz Żerdzin.

## Kultura
Cykliczne imprezy
- Dożynki parafialne (corocznie w 3-cią niedzielę września)

## Sport
W Pawłowie istnieją trzy sekcje sportowe LKS Pawłów:
- piłka nożna,
- tenis stołowy,
- skat.

## Sąsiednie wioski
Gamów, Kornice, Krowiarki, Maków, Żerdziny.

## Literatura
- Paweł Newerla: Pawłów – Pawlau. Racibórz: Wydawnictwo i Agencja Informacyjna WAW, 2008. ISBN 978-83-89802-67-5. Brak numerów stron w książce